# Oregon Institute of Technology
Het Oregon Institute of Technology (OIT), ook bekend als Oregon Tech, is een openbare Amerikaanse universiteit in de staat Oregon. Ze maakt deel uit van het Oregon University System. Oregon Tech is de enige technische universiteit in het noordwesten van de Verenigde Staten. De universiteit biedt bachelor- en masteropleidingen aan in verschillende technische en gezondheidsgerelateerde vakgebieden. Oregon Tech bevindt zich in Klamath Falls in het zuiden van de staat Oregon. Naast de hoofdcampus heeft Oregon Tech ook vestigingen in Portland, La Grande en Seattle (in samenwerking met Boeing).